# Municipio de Jefferson (condado de Saline)
El municipio de Jefferson (en inglés: Jefferson Township) es un municipio ubicado en el condado de Saline en el estado estadounidense de Arkansas. En el año 2010 tenía una población de 263 habitantes y una densidad poblacional de 1,96 personas por km².

## Geografía
El municipio de Jefferson se encuentra ubicado en las coordenadas 34°43′47″N 92°51′41″O / 34.72972, -92.86139. Según la Oficina del Censo de los Estados Unidos, el municipio tiene una superficie total de 134.17 km², de la cual 134,17 km² corresponden a tierra firme y (0 %) 0 km² es agua.

## Demografía
Según el censo de 2010, había 263 personas residiendo en el municipio de Jefferson. La densidad de población era de 1,96 hab./km². De los 263 habitantes, el municipio de Jefferson estaba compuesto por el 97,34 % blancos, el 0,38 % eran de otras razas y el 2,28 % eran de una mezcla de razas. Del total de la población el 1,14 % eran hispanos o latinos de cualquier raza.